# Aura (Vorname)
Aura (altgriechisch Αὔρα) ist ein weiblicher Vorname.

## Herkunft und Bedeutung
Aura bedeutet etwa Aura oder Ausstrahlung und leitet sich auch von der personifizierten Göttin der Morgenbrise ab. Gebräuchlich ist der Name unter anderem im Englischen, Italienischen, Spanischen und Finnischen.

## Bekannte Namensträgerinnen
- Gloria Aura (* 1985), mexikanische Schauspielerin und Sängerin
- Aura Buia (* 1970), rumänische Marathonläuferin, siehe Aurica Buia
- Aura Lolita Chavez Ixcaquic (* 1972), guatemaltekische Lehrerin sowie Frauenrechts-, Umwelt- und Menschenrechts-Aktivistin
- Aura Dione (* 1985), dänische Popsängerin und Songwriterin
- Aura Hertwig (1861–1944), deutsche Fotografin
- Aura Poku, Gründerin und erste Königin von Baulé
- Aura Cristina Salazar (* 1995), kolumbianische Schachspielerin
- Aura Twarowska (* 1967), rumänische Mezzosopranistin und Solistin im Ensemble der Wiener Staatsoper
- Aura Xilonen (* 1995), mexikanische Schriftstellerin